# フランシス・スラ・シアオシ
フランシス・スラ・シアオシ（Pharansis Sula-Siaosi、2000年7月15日 - ）は、ジャパンラグビーリーグワンのNECグリーンロケッツ東葛に所属しているラグビーユニオン選手。

## 経歴
ニュージーランドで生まれ、幼少期にオーストラリアに移り、ブリスベンのサウスズ・ラグビークラブ（Souths Rugby Club）でプレーを始める。
2022年11月、クイーンズランド・レッズと契約。2023年3月25日、スーパーラグビー・パシフィック2023シーズン第5節レベルズ戦で、控えの右プロップで初出場。4月7日のブランビーズ戦では初めて先発出場した。
2023年、シーズン終了後にクイーンズランド・レッズを退団した。
2025年4月9日、ジャパンラグビーリーグワンのNECグリーンロケッツ東葛への加入を発表した。